# Semiope picta
Semiope picta là một loài bọ cánh cứng trong họ Cerambycidae.